# Хохан

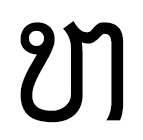

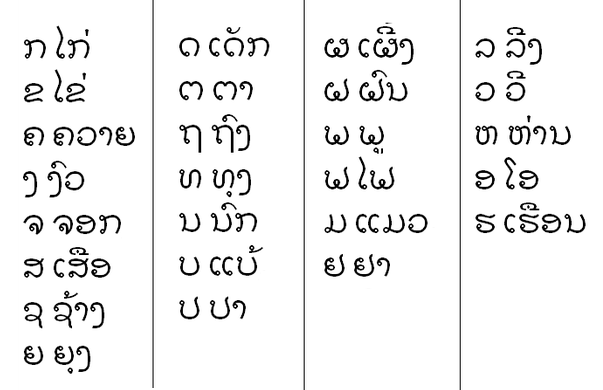
Алфавит

Хохан (хан - гусь) — 24-я буква лаосского алфавита, обозначает глухой глоттальный щелевой согласный [h], в тайском алфавите соответствует 41-й букве хохип. В слоге может быть инициалью и непроизносимой буквой в составе диграфов с буквами нижнего класса. Как инициаль относится к согласным аксонсунг (верхний класс) и может образовать слоги, произносимые 1-м, 5-м и 6-м тоном.
Туа-тхам — 